# Мусабаев, Марат Амангельдиевич
Мусабаев Марат Амангельдиевич (род. 23.02.1941 года, село Жанашар Енбекшиказакского района Алматинской области) — учёный, кандидат физико-математических наук (1974 год), первый казах, принявший участие в научных исследованиях в Антарктиде. В 1965 году он окончил КазГУ, работал там в лаборатории вариаций космических лучей, а в 1974 году стал старшим преподавателем. Марат Мусабаев был младшим научным сотрудником в экспедиции под руководством известного полярника, Героя Советского Союза Э.Т. Кренкеля с 15.10.1968 по 25.02.1970 года и изучал космические лучи с помощью нейтронных минитонов и ионизационных камер в  научной обсерватории «Мирный» в Антарктиде.